# Ed Boon

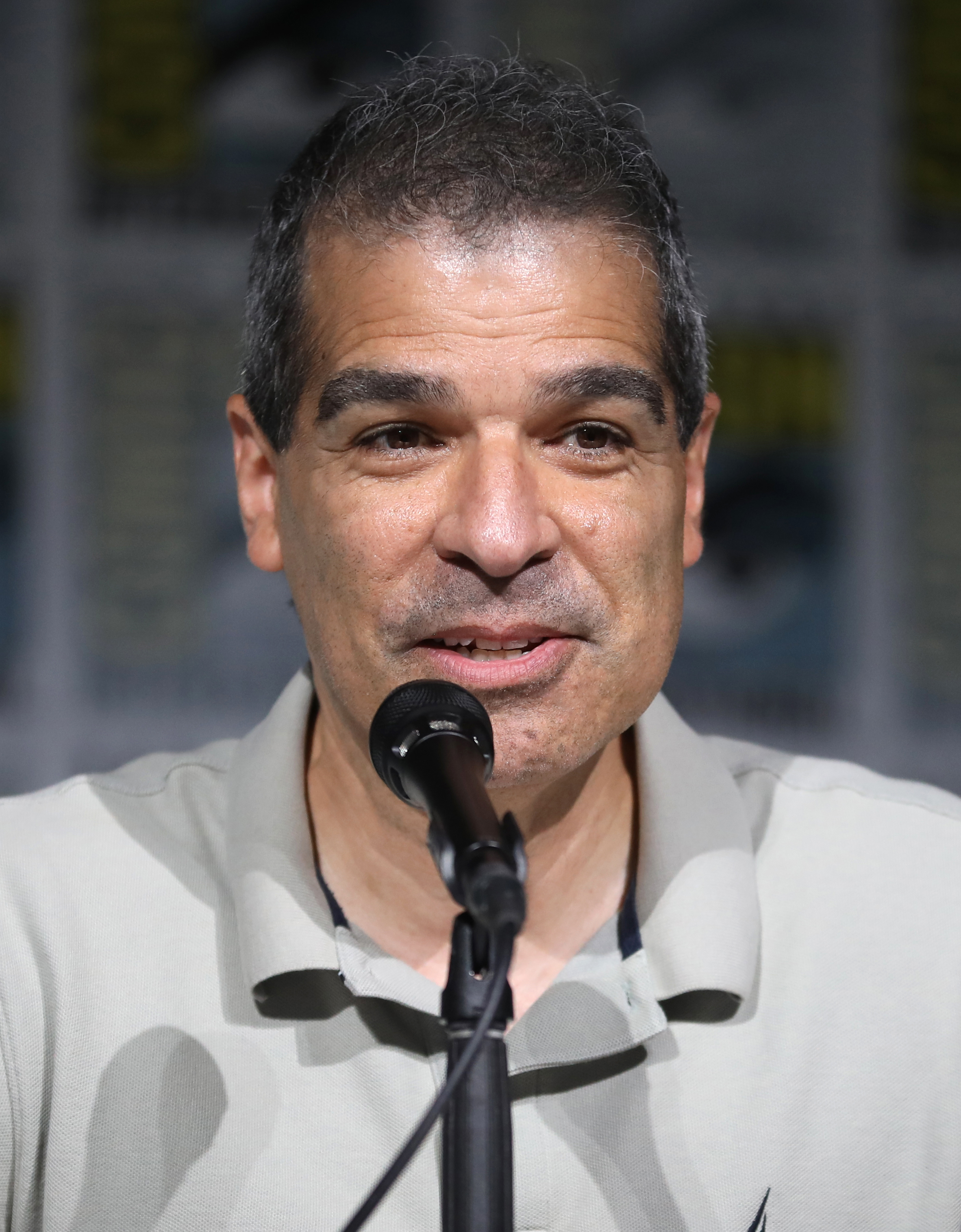
Ed Boon (2023)

Edward J. Boon (* 22. Februar 1964 in Chicago, Illinois) ist ein US-amerikanischer Videospielprogrammierer, der für die Netherrealm Studios, ein Tochterunternehmen von Warner Bros. Interactive Entertainment arbeitet.

## Leben
Boon gilt zusammen mit John Tobias als Schöpfer der Videospielreihe Mortal Kombat. Er arbeitet immer noch an seinen Mortal-Kombat-Spielen und Multimedia-Nebenprojekten. Er hat auch den Spielen seine Stimme geliehen und beim Motion Capture mitgewirkt. Er hatte 1986 einen erfolgreichen Bachelor of Science-Abschluss in Mathematik und Informatik an der University of Illinois gemacht.
In beiden Mortal-Kombat-Filmen lieh Boon der Figur Scorpion seine Stimme.